# Пиявочное (озеро, Московская область)
Пиявочное озеро — озеро в Мишеронском городском поселении Шатурского района Московской области, в 4 км к югу от города Рошаль.

## Физико-географическая характеристика
Озеро, предположительно, ледникового происхождения.
Площадь — 0,1 км² (10 га), длина — около 350 м, ширина — около 300 м. Для озера характерны отлогие, низкие, местами заболоченные берега.
Глубина — 0,5-2,5 м, максимальная глубина достигает 2,5 м. Дно котлованное, покрыто слоем ила. Вода прозрачная, с коричневой окраской. Видимость до 70 см.
Зарастаемость озера 40 %. Среди водной растительности распространены камыш, тростник, рдесты, элодея, ряска, лягушатник, также встречаются осоки, рогоз, стрелолист, кувшинка, частуха подорожниковая. В озере обитают щука, окунь, карась, плотва, язь и линь.
Озеро используется для рыболовства и отдыха населения.